# Terry Taylor (basquetebolista)
Terry Taylor (Kentucky, 23 de setembro de 1999) é um jogador norte-americano de basquete profissional que atualmente joga no Chicago Bulls da National Basketball Association (NBA) e no Windy City Bulls da G-League.
Ele jogou basquete universitário pelo Austin Peay.

## Início da vida e carreira no ensino médio
Taylor cresceu em Bowling Green, Kentucky e frequentou a Bowling Green High School. Durante seu primeiro ano, ele teve médias de 15,3 pontos e 11,3 rebotes e foi nomeado para a Segunda-Equipe do Estado. Antes de seu último ano, Taylor se comprometeu a jogar basquete universitário por Austin Peay, recusando as ofertas de Texas Southern e Southeast Missouri State.
Em seu último ano, Taylor teve médias de 17,7 pontos e 11,8 rebotes e foi nomeado para a Primeira-Equipe do Estado. Ele foi eleito o MVP do Kentucky Sweet 16 depois de ter médias de 20,5 pontos e 10 rebotes e levar a equipe ao seu primeiro título estadual. Taylor marcou 1.704 pontos e pegou 1.300 rebotes em quatro temporadas com Bowling Green.

## Carreira universitária
Como calouro, Taylor teve médias de 15,6 pontos e 8,6 rebotes e foi nomeado o Calouro do Ano da Ohio Valley Conference (OVC). Em seu segundo ano, ele teve médias de 20,5 pontos e 10,5 rebotes e foi nomeado para a Primeira-Equipe da OVC. Ele marcou o 1.000º ponto de sua carreira universitária em uma vitória sobre Eastern Illinois em 9 de fevereiro de 2019.
Em 23 de janeiro de 2020, Taylor acertou seis cestas de três pontos e registrou 37 pontos e 14 rebotes em uma vitória por 99-74 sobre Tennessee State. Em sua terceira temporada, ele teve médias de 21,8 pontos, 11,0 rebotes e 1,3 bloqueios e foi nomeado o Jogador de Basquete Masculino do Ano da Ohio Valley Conference e para a Primeira-Equipe da OVC pela terceira temporada consecutiva. Após a temporada, Taylor se declarou para o Draft da NBA de 2020, mas manteve a elegibilidade universitária e retornou para o seu último ano.
Em 5 de dezembro de 2020, Taylor marcou 10 pontos na vitória contra Carver College e ultrapassou a marca de 2.000 pontos na carreira.

## Carreira profissional

### Fort Wayne Mad Ants (2021)
Depois de não ser selecionado no draft da NBA de 2021, Taylor assinou um contrato de 10 dias com o Indiana Pacers em 5 de agosto de 2021. Em 24 de outubro, ele assinou com o Fort Wayne Mad Ants como jogador afiliado. Em 11 jogos, ele teve médias de 19,5 pontos, 12,1 rebotes, 2,3 assistências e 1,3 bloqueios.

### Indiana Pacers (2021–2023)
Em 15 de dezembro de 2021, Taylor assinou um contrato de mão dupla com o Indiana Pacers e o Fort Wayne Mad Ants.
Em 2 de fevereiro de 2022, em seu 7º jogo da NBA contra o Orlando Magic, Taylor registrou seu primeiro duplo-duplo da carreira com 24 pontos e 16 rebotes. Em 7 de abril, os Pacers converteram seu contrato de duas vias em um contrato padrão.
Em 9 de fevereiro de 2023, Taylor foi dispensado pelos Pacers.

### Chicago Bulls (2023–Presente)
Em 22 de fevereiro de 2023, Taylor assinou um contrato bilateral com o Chicago Bulls.

## Estatísticas da carreira

### NBA

#### Temporada regular
| Ano      | Equipe   | PJ | PT | MPJ  | AP   | 3P   | LL   | RT  | AS  | BR | TO | PPJ |
| -------- | -------- | -- | -- | ---- | ---- | ---- | ---- | --- | --- | -- | -- | --- |
| 2021–22  | Indiana  | 33 | 7  | 21.6 | .614 | .316 | .706 | 5.2 | 1.2 | .4 | .2 | 9.6 |
| 2022–23  | Indiana  | 26 | 2  | 8.8  | .462 | .222 | .714 | 1.5 | .4  | .1 | .2 | 2.7 |
| Carreira | Carreira | 59 | 9  | 15.2 | .538 | .269 | .729 | 3.3 | .8  | .2 | .2 | 6.1 |

### Universitário
| Ano      | Equipe      | PJ  | PT  | MPJ  | AP   | 3P   | LL   | RT   | AS  | BR  | TO  | PPJ  |
| -------- | ----------- | --- | --- | ---- | ---- | ---- | ---- | ---- | --- | --- | --- | ---- |
| 2017-18  | Austin Peay | 34  | 34  | 31.5 | .541 | .432 | .730 | 8.6  | .7  | .6  | 1.0 | 15.6 |
| 2018-19  | Austin Peay | 33  | 33  | 33.1 | .531 | .340 | .741 | 8.9  | 1.7 | 1.1 | .9  | 20.5 |
| 2019-20  | Austin Peay | 33  | 33  | 36.6 | .550 | .320 | .652 | 11.0 | 1.4 | 1.3 | 1.3 | 21.8 |
| 2020-21  | Austin Peay | 27  | 27  | 37.0 | .521 | .279 | .794 | 11.1 | 1.6 | 1.2 | .9  | 21.6 |
| Carreira | Carreira    | 127 | 127 | 34.5 | .535 | .342 | .729 | 9.9  | 1.3 | 1.0 | 1.0 | 19.8 |

Fonte: